# Chang Yung-fa
Chang Yung-fa, em chinês:  張榮發; (10 de fevereiro de 1927 - Taipé, 20 de janeiro de 2016) foi um empresário de Taiwan. Em junho de 2008, Chang Yung-fa publicou líquido de US$ 1,3 bilhão, no ranking de Taiwan no 17º ano, Às 11h05min de 20 de janeiro de 2016, Chang Yung-fa morreu aos 88 anos na sua casa em Taipé, Taiwan.